# Giorgio Lalle
Giorgio Lalle (Roma, 4 marzo 1957) è un ex nuotatore italiano.
Giorgio Lalle è stato principalmente un ranista, per anni campione italiano nei 100 e 200 metri e capace di vincere la medaglia d'argento nei 100 metri ai Campionati europei di nuoto di Jönköping. Nel 1981 ha partecipato anche ai campionati del mondo di Nuoto per salvamento, dove la squadra italiana è arrivata terza.
È stato anche campione di nuoto master per la società Due ponti sporting club di Roma.

## Palmarès
| Giochi Olimpici         | 100 m rana      | 200 m rana                | 4 x 100 m mista                |
| 1976 Montréal Canada    | 5º 1'04"37      | elim. in batteria 2'23"63 | 7º - 3'52"92 frazione: 1'04"33 |
| Campionati del mondo    | 100 m rana      | 200 m rana                | 4 x 100 m mista                |
| 1975 Calì Colombia      | ---             | 8º 2'24"98                | 7º - 3'56"82 frazione: 1'06"23 |
| Campionati europei      | 100 m rana      | 200 m rana                | 4 x 100 m mista                |
| 1974 Vienna Austria     | ---             | 6º 2'25"94                | 5º - 3'58"50 :                 |
| 1977 Jönköping Svezia   | Argento 1'03"81 | 5º 2'22"42                | 6º - 3'54"53 frazione: 1'04"49 |
| Giochi del Mediterraneo | 100 m rana      | 200 m rana                | 4 x 100 m mista                |
| 1975 Algeri Algeria     | Oro 1'06"16     | Oro 2'27"38               | Argento: 4'00"04 :             |
| Universiadi             | 100 m rana      | 200 m rana                | 4 x 100 m mista                |
| 1977 Sofia Bulgaria     | Bronzo 1'06"34  | ---                       | ---                            |

### Campionati italiani
24 titoli individuali e 6 in staffette, così ripartiti:
- 13 nei 100 m rana
- 10 nei 200 m rana
- 1 nei 200 m misti
- 6 nella staffetta 4 x 100 m mista

| Anno | Edizione    | rana100 m | rana200 m | misti200 m | misti400 m | mista4x100 m |
| ---- | ----------- | --------- | --------- | ---------- | ---------- | ------------ |
| 1972 | Estivi      | -         | 2         | -          | -          | -            |
| 1973 | Primaverili | 2         | 1         | -          | 3          | -            |
| 1973 | Estivi      | 1         | 1         | -          | -          | -            |
| 1974 | Primaverili | 2         | 3         | -          | 3          | -            |
| 1974 | Estivi      | 1         | 1         | 2          | 2          | -            |
| 1975 | Primaverili | 1         | 1         | -          | 2          | -            |
| 1975 | Estivi      | 1         | 1         | -          | -          | -            |
| 1976 | Primaverili | 1         | 1         | -          | -          | -            |
| 1976 | Estivi      | 1         | 1         | -          | -          | -            |
| 1977 | Primaverili | 1         | 1         | 1          | -          | 1            |
| 1977 | Estivi      | 1         | 1         | 2          | -          | 1            |
| 1978 | Primaverili | 1         | 2         | 3          | -          | 1            |
| 1978 | Estivi      | 1         | 1         | -          | -          | 1            |
| 1979 | Primaverili | 1         | 2         | -          | -          | -            |
| 1980 | Primaverili | 1         | -         | -          | -          | 2            |
| 1980 | Estivi      | 1         | -         | -          | -          | 2            |
| 1981 | Primaverili | -         | -         | -          | -          | 1            |
| 1982 | Estivi      | -         | -         | -          | -          | 1            |